# Tom Thill
Pour les articles homonymes, voir Thill.
Tom Thill, né le 31 mars 1990 à Luxembourg, est un coureur cycliste luxembourgeois. Spécialiste du contre-la-montre, il a remporté de nombreuses fois le titre national dans les catégories de jeunes.

## Biographie

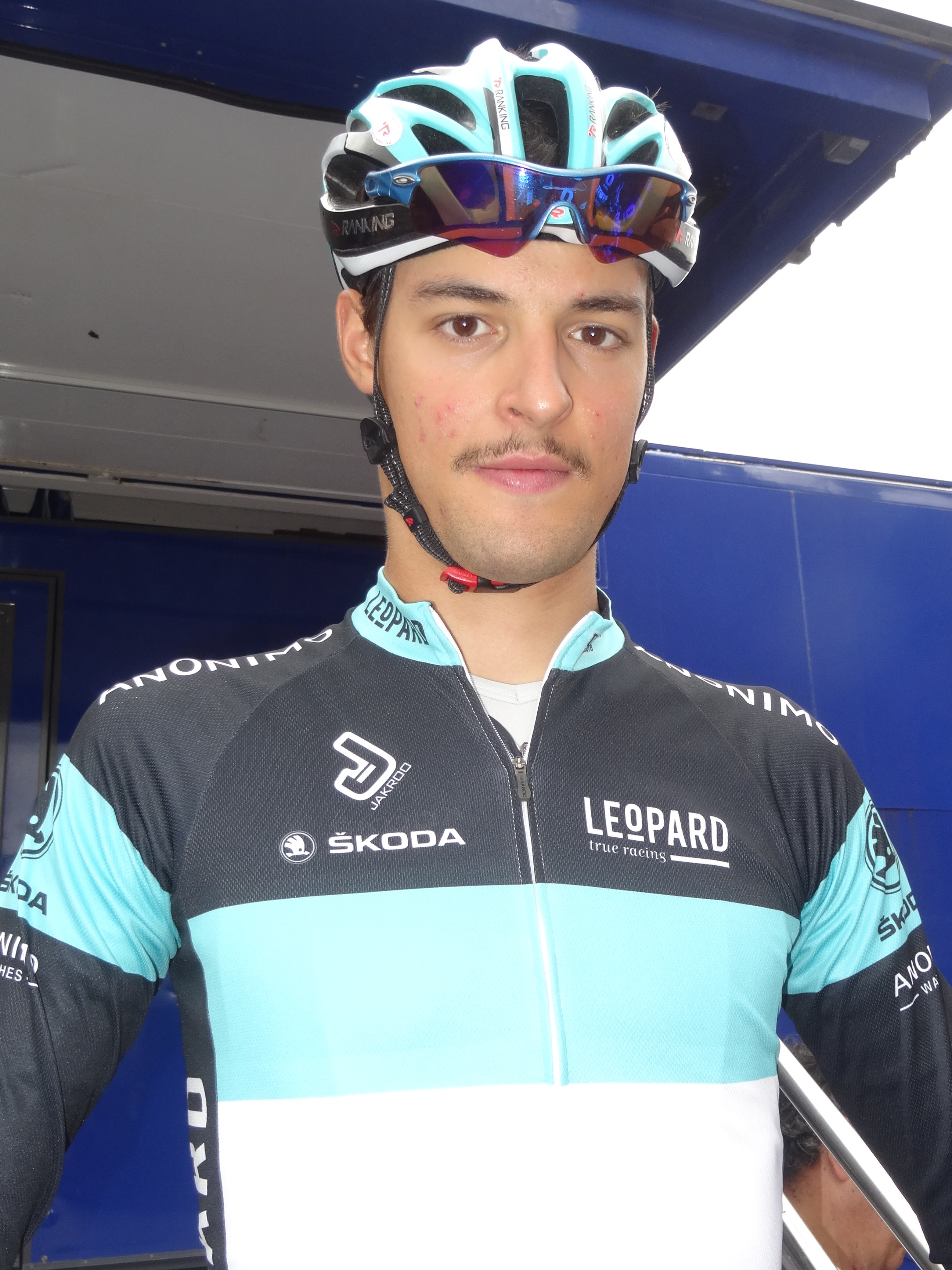
Tom Thill lors du départ de la Ronde pévéloise 2014 à Pont-à-Marcq.

Tom Thill naît le 31 mars 1990 à Luxembourg au Luxembourg.
Il devient champion du Luxembourg sur route cadets en 2003. Il est 2e du championnat du Luxembourg sur route cadets en 2004, 2e du championnat du Luxembourg sur route débutants en 2006, champion du Luxembourg du contre-la-montre juniors et 3e du championnat du Luxembourg sur route juniors en 2007, champion du Luxembourg du contre-la-montre juniors en 2008.
En 2009, il entre dans l'équipe Continental Differdange. Il termine 2e du championnat du Luxembourg du contre-la-montre espoirs. L'année suivante il est champion du Luxembourg du contre-la-montre espoirs. 
En 2011, Continental Differdange devient Differdange-Magic-SportFood.de. Tom Thill termine 2e du championnat du Luxembourg du contre-la-montre espoirs et 2e du championnat du Luxembourg sur route espoirs, il est également médaillé de bronze du contre-la-montre aux Jeux des petits États d'Europe.
En 2013, il est recruté par l'équipe Leopard-Trek Continental, il est médaillé de bronze sur route aux Jeux des petits États d'Europe. L'équipe change de nom en 2014 pour devenir Leopard Development, il termine notamment 6e de la Ronde pévéloise. 
En 2015, Tom Thill retourne dans l'équipe Differdange-Losch, il y remporte le classement général du Tour de Hongrie.
En 2020, il rejoint l'équipe canadienne XSpeed United Continental. Après l'interruption des courses en raison de la pandémie de Covid-19, il se classe quatrième du championnat du Luxembourg du contre-la-montre au mois d’aout.

## Palmarès et résultats

### Palmarès sur route
- 2001
  - 2e du championnat du Luxembourg sur route minimes
- 2002
  -  Champion du Luxembourg sur route minimes
- 2003
  -  Champion du Luxembourg sur route cadets
- 2004
  - 2e du championnat du Luxembourg sur route cadets
- 2006
  - 2e du championnat du Luxembourg sur route débutants
- 2007
  -  Champion du Luxembourg du contre-la-montre juniors
  - 3e du championnat du Luxembourg sur route juniors
- 2008
  -  Champion du Luxembourg du contre-la-montre juniors
- 2009
  - 2e du championnat du Luxembourg du contre-la-montre espoirs
- 2010
  -  Champion du Luxembourg du contre-la-montre espoirs
- 2011
  - 2e du championnat du Luxembourg du contre-la-montre espoirs
  - 2e du championnat du Luxembourg sur route espoirs
  -  Médaillé de bronze du contre-la-montre aux Jeux des petits États d'Europe
- 2012
  - 3e du championnat du Luxembourg du contre-la-montre espoirs
- 2013
  -  Médaillé de bronze sur route aux Jeux des petits États d'Europe
- 2015
  - Classement général du Tour de Hongrie
- 2018
  - 3e du championnat du Luxembourg du contre-la-montre
- 2022
  - 2e du championnat du Luxembourg du contre-la-montre élites sans contrat
- 2023
  - 2e du championnat du Luxembourg du contre-la-montre élites sans contrat
- 2025
  - 3e du Grand Prix Husting & Reiser

### Classements mondiaux
| Année           | 2013 | 2014 | 2015 | 2016 | 2017 |
| --------------- | ---- | ---- | ---- | ---- | ---- |
| UCI Europe Tour | 779e | 756e | 309e | 817e | 999e |

### Palmarès en cyclo-cross
- 2005-2006
  - 2e du championnat du Luxembourg de cyclo-cross débutants
- 2006-2007
  -  Champion du Luxembourg de cyclo-cross juniors